# 方凹喙蛛
方凹喙蛛（学名：Peregrinus deformis）为皿蛛科喙突蛛属的动物。分布于俄罗斯以及中国大陆的吉林等地。该物种的模式产地在俄罗斯。